# Masacre de Zahedán en 2022
La masacre de Zahedán, también conocida como Viernes Sangriento (en persa: جمعه خونین, en romanizado: Jom'e-ye Xunin) (en baluchi: زائدانءِ ھۏنJUن آدؔنَگ), fue una masacre involucrada las fuerzas de seguridad cerca de la Gran Mosalla de Zahedan, Irán, el 30 de septiembre de 2022, que causó muchas víctimas.
Las fuerzas de seguridad abrieron fuego contra los manifestantes, reprimieron violentamente a los manifestantes en Zahedán y posteriormente abrieron fuego contra los fieles que realizaban las oraciones del viernes en la mezquita Jameh de Makki, lo que provocó enfrentamientos callejeros que resultaron en al menos 96 manifestantes muertos y 300 heridos.
Los enfrentamientos se produjeron principalmente en respuesta a la presunta violación de una niña baluchi de 15 años en junio por el coronel Ebrahim Kouchakzai, comandante de la policía en Chabahar, y a la muerte de Mahsa Amini el 16 de septiembre de 2022 tras su arresto por la Patrulla de orientación.
Las escuelas de Zahedán y Nosratabad se cerraron temporalmente debido a la preocupación por el bienestar de los escolares.

## Antecedentes
La causa principal del incidente fue la muerte de la mujer iraní Mahsa Amini, y un presunto incidente previo de violación por parte del coronel Ebrahim Kouchakzai en Chabahar durante una entrevista con una joven de 15 años debido a la incidencia de un caso de asesinato en un casa cercana. El coronel le dijo a la niña que tenía que "inspeccionar su cuerpo" y luego procedió a abusar y violar a la niña, quien luego informó de esto a su madre, provocando mucho enojo.

## Descubrimientos
Un informe de Amnistía Internacional del 6 de octubre de 2022 concluyó que el 30 de septiembre, las fuerzas gubernamentales habían "disparado ilegalmente munición real, perdigones metálicos y gases lacrimógenos" directamente en las cercanías del lugar de oración de la Gran Mosalla de Zahedán, un gran lugar de oración al otro lado de la carretera. desde la comisaría. , "donde cientos de personas, incluidos niños y ancianos, todavía realizaban las oraciones del viernes". Amnistía Internacional reconoció "una minoría de manifestantes que arrojaban piedras a la comisaría", pero no encontró pruebas que "justifiquen el uso de fuerza letal". Amnistía Internacional afirmó además que "muchas de las víctimas muertas estaban de espaldas a las fuerzas de seguridad y no representaban ninguna amenaza inminente". El informe afirma que hasta el momento se han contabilizado 66 muertes, así como un número desconocido de víctimas adicionales.
La Campaña de Activistas Baluchis primero estimó el número de muertos durante las protestas en 42 y los heridos en 197. De ellos, 160 personas resultaron heridas por munición real y el resto por disparos de escopeta, para luego elevar la cifra a un número mayor con al menos 96 muertes. (entre ellos 13 niños) y más de 300 heridos, añadiendo que la mayoría de los heridos se encuentran en estado crítico y que el número real probablemente sea mucho mayor.

## Investigación y desarrollo
El ejército iraní inició una audiencia privada en abril de 2023.

## Reacciones
Molavi Abdolhamid Ismaeelzahi calificó el incidente de "catástrofe" y exigió "juicio y castigo para los responsables de los asesinatos", añadiendo que francotiradores dispararon a los fieles en la cabeza y el corazón. Más tarde comentó sobre la afirmación del gobierno iraní de que los asesinatos fueron perpetrados por organizaciones terroristas separatistas como Jaish ul Adl, diciendo que "ni Jaish ul Adl ni ninguna otra organización similar tuvieron participación alguna en este asunto".
Reza Pahlavi escribió en un tuit que las muertes “sólo acelerarán el fin del régimen”.
El hashtag #Speak4Zahedan fue popularizado en Twitter por activistas baluchis. A partir de este evento, una fotografía de Khodanur Lojei, un manifestante baluchi con las manos atadas a un asta de bandera, con un vaso de agua colocado frente a él (pero fuera de su alcance) se convirtió en un símbolo en las protestas en curso.